# 누를라트

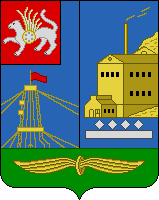
시 문장

누를라트(러시아어: Нурла́т, 타타르어: Норлат)는 러시아 타타르 공화국 남부에 위치한 도시로, 인구는 32,527명(2002년 기준)이다. 콘두르차 강과 접하며 카잔(타타르 공화국의 수도)에서 남동쪽으로 268km 정도 떨어진 곳에 위치한다. 1905년 마을에 철도역이 건설되면서 신설되었고 1961년 시로 승격되었다.